# Municipio Tarabuco
Das Municipio Tarabuco ist ein Verwaltungsbezirk im Departamento Chuquisaca im südamerikanischen Anden-Staat Bolivien.

## Lage im Nahraum
Das Municipio Tarabuco ist eines von zwei Municipios der Provinz Yamparáez und umfasst deren östliche Hälfte. Es grenzt im Nordwesten an die Provinz Oropeza, im Westen an das Municipio Yamparáez, im Südwesten an das Departamento Potosí und im Südosten und Osten an die Provinz Jaime Zudáñez.
Das Municipio erstreckt sich etwa zwischen 18° 52' und 19° 22' südlicher Breite und 64° 44' und 65° 05' westlicher Länge, seine Ausdehnung von Westen nach Osten beträgt bis zu 30 Kilometer, von Norden nach Süden bis zu 45 Kilometer.
Das Municipio umfasst 154 Gemeinden (localidades), der zentrale Ort des Municipios ist die Landstadt Tarabuco mit 2977 Einwohnern (Volkszählung 2012) im westlichen Teil des Municipios.

## Geographie
Das Municipio Tarabuco liegt im Höhenzug der bolivianischen Cordillera Central, zwischen dem Altiplano im Westen und dem bolivianischen Tiefland im Osten. Das Klima ist ein kühl-gemäßigtes Höhenklima mit typischem Tageszeitenklima, bei dem die Temperaturunterschiede im Tagesverlauf stärker schwanken als im Jahresverlauf.
Die Jahresdurchschnittstemperatur in Tarabuco liegt bei etwa 9 °C (siehe Klimadiagramm Tarabuco), die Monatsdurchschnittswerte schwanken zwischen 6 °C im Juli und 11 °C im November. Der Jahresniederschlag beträgt 600 mm und weist vier aride Monate von Mai bis August mit Monatswerten unter 10 mm auf, und eine deutliche Feuchtezeit von Dezember bis Februar mit Monatsniederschlägen zwischen 100 und 125 mm.

## Bevölkerung
Die Einwohnerzahl des Municipio Tarabuco ist in den vergangenen drei Jahrzehnten um etwa ein Drittel zurückgegangen:
| Jahr | Einwohner | Quelle       |
| ---- | --------- | ------------ |
| 1992 | 19.607    | Volkszählung |
| 2001 | 19.554    | Volkszählung |
| 2012 | 16.466    | Volkszählung |
| 2024 | 13.251    | Volkszählung |

Die Bevölkerungsdichte bei der letzten Volkszählung von 2024 betrug 12,5 Einwohner/km², der Alphabetisierungsgrad bei den über 6-Jährigen lag 2001 bei 67,5 Prozent. Die Lebenserwartung der Neugeborenen betrug 54,3 Jahre, die Säuglingssterblichkeit war von 11,9 Prozent (1992) auf 10,3 Prozent im Jahr 2001 zurückgegangen.
33,7 Prozent der Bevölkerung sprechen Spanisch, 98,6 Prozent sprechen Quechua und 0,1 Prozent sprechen Aymara. (2001)
79,6 Prozent der Bevölkerung haben keinen Zugang zu Elektrizität, 81,2 Prozent leben ohne sanitäre Einrichtung (2001).
73,9 Prozent der 4.271 Haushalte besitzen ein Radio, 11,6 Prozent einen Fernseher, 20,2 Prozent ein Fahrrad, 0,3 Prozent ein Motorrad, 1,7 Prozent ein Auto, 1,6 Prozent einen Kühlschrank, und 0,5 Prozent ein Telefon. (2001)

## Politik
Ergebnis der Regionalwahlen (concejales del municipio) vom 4. April 2010:
| Wahl- berechtigte |  | Wahl- beteiligung | gültige Stimmen |  | MAS-IPSP | MSM    |
| ----------------- |  | ----------------- | --------------- |  | -------- | ------ |
| 8.152             |  | 7.002             | 5.111           |  | 3.364    | 1.747  |
|                   |  | 85,9 %            | 73,0 %          |  | 65,8 %   | 34,2 % |

Ergebnis der Regionalwahlen (elecciones de autoridades políticas) vom 7. März 2021:
| Wahl- berechtigte |  | Wahl- beteiligung | gültige Stimmen |  | MAS-IPSP | CST     | C-A    | BSTH   | UNIDOS | MNR    |
| ----------------- |  | ----------------- | --------------- |  | -------- | ------- | ------ | ------ | ------ | ------ |
| 8.221             |  | 6.943             | 5.308           |  | 2.648    | 2.110   | 351    | 85     | 73     | 41     |
|                   |  | 84,45 %           | 76,45 %         |  | 49,89 %  | 39,75 % | 6,61 % | 1,60 % | 1,38 % | 0,77 % |

## Gliederung
Das Municipio Tarabuco bestand bei der letzten Volkszählung von 2012 aus den beiden folgenden Kantonen (cantones):
- 01-0601-1 Kanton Tarabuco – 69 Vicecantones – 73 Gemeinden – 15.742 Einwohner (2001: 18.538 Einwohner)
- 01-0601-2 Kanton Pajcha – 8 Vicecantones – 8 Gemeinden – 724 Einwohner (2001: 1.016 Einwohner )

## Ortschaften im Municipio Tarabuco
- Kanton Tarabuco
  - Tarabuco 2977 Einw. – Pampa Lupiara 882 Einw. – Cororo 738 Einw. – Lajas Sijlla 625 Einw. – San José de Paredon 620 Einw. – Puca Puca 372 Einw. – Vila Vila 275 Einw. – Lamboyo 237 Einw. – Cayambuco 150 Einw.

- Kanton Pajcha
  - Pajcha 113 Einw.